# 퍼트리샤 웨티그
퍼트리샤 웨티그(Patricia Wettig, 1951년 12월 4일 ~ )는 미국의 배우이다.

## 영화
- 비공개
- 굿바이 뉴욕 굿모닝 내 사랑

## 텔레비전 영화
- 라카와나 블루스

## 텔레비전 시리즈
- 레밍턴 스틸
- L.A. 로
- 프레이저 (시트콤)
- 앨리어스 (드라마)
- 프리즌 브레이크
- 메이저 크라임